# Voloder (ort i Bosnien och Hercegovina, Federationen Bosnien och Hercegovina, lat 44,97, long 16,17)
Voloder är en ort i Bosnien och Hercegovina.   Den ligger i entiteten Federationen Bosnien och Hercegovina, i den nordvästra delen av landet, 210 km nordväst om huvudstaden Sarajevo. Voloder ligger 152 meter över havet och antalet invånare är 1 217.
Terrängen runt Voloder är kuperad norrut, men söderut är den platt. Voloder ligger nere i en dal. Närmaste större samhälle är Cazin, 17,8 km väster om Voloder. 
I omgivningarna runt Voloder växer i huvudsak lövfällande lövskog. Runt Voloder är det ganska tätbefolkat, med 67 invånare per kvadratkilometer.